# Batalhão de Operações Ribeirinhas

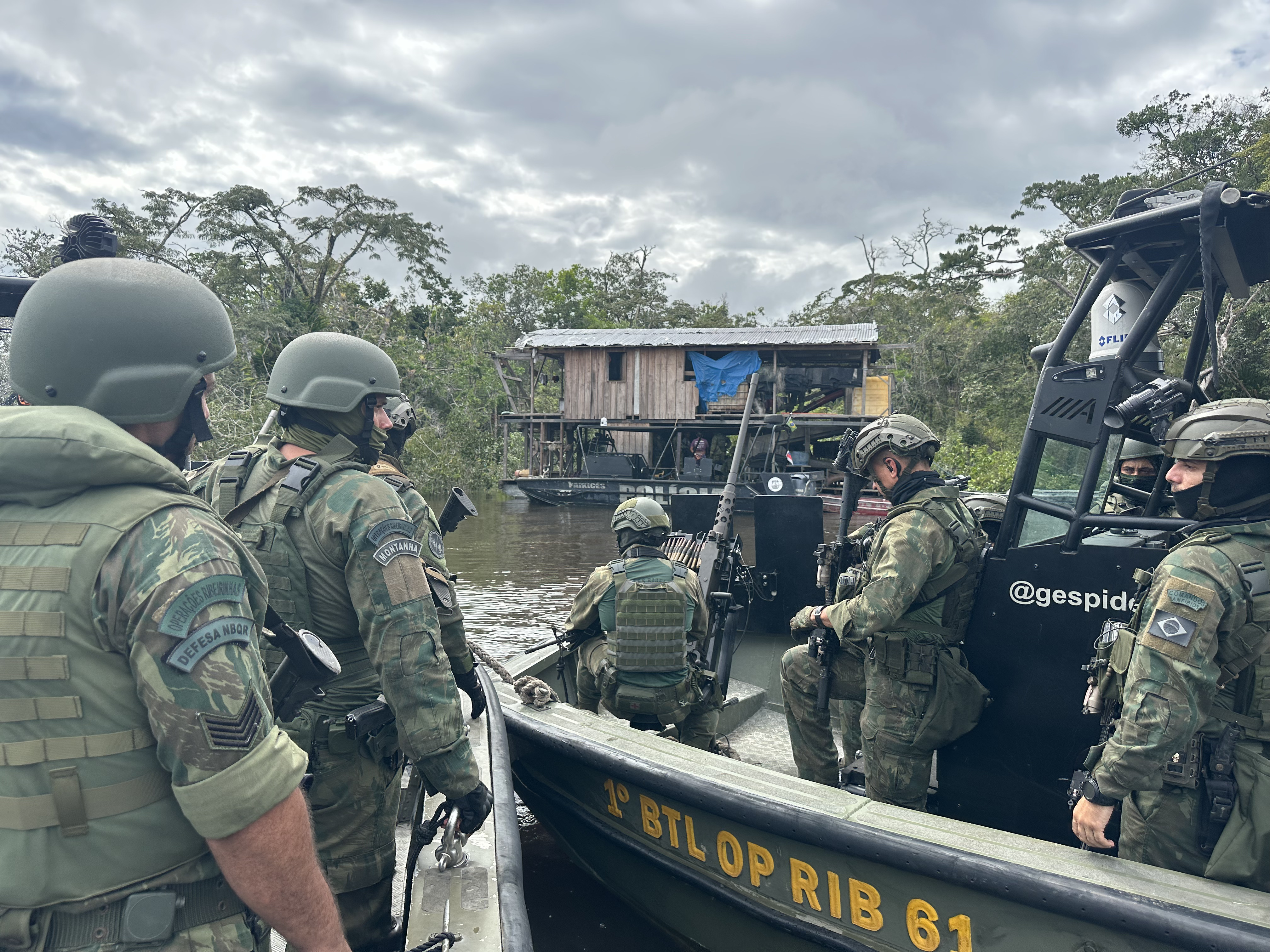
1.º BltOpRib na Operação Ágata Amazônia 2023

Os Batalhões de Operações Ribeirinhas (BtlOpRib) são unidades do Corpo de Fuzileiros Navais da Marinha do Brasil especializadas no combate em hidrovias fluviais e lacustres e as áreas terrestres nas suas margens. Eles operam em Forças Tarefa Ribeirinhas (ForTaRib) em conjunto com navios, helicópteros e forças do Exército Brasileiro. A Marinha tem atualmente três BtlOpRib, o 1.º em Manaus, Amazonas, 2.º em Belém, Pará e 3.º em Ladário, Mato Grosso do Sul, respectivamente subordinados ao 9.º, 4.º e 6.º Distritos Navais (DNs).
Cada um é organizado de forma semelhante a um batalhão de infantaria convencional, mas com elementos próprios de polícia, engenharia de combate e operações especiais, de forma a alcançar certa independência do conjunto principal de fuzileiros navais no Rio de Janeiro. O efetivo total, de cerca de 900 homens, é inferior ao do batalhão convencional, pois o pelotão de Operações Ribeirinhas tem cerca de 30 militares, contra 45 no pelotão convencional. Os três batalhões surgiram da conversão de Grupamentos de Fuzileiros Navais (GptFN): o GptFN de Manaus, em 2002, GptFN de Belém, em 2016, e o GptFN de Ladário, em 2020. Um 4.º batalhão é planejado para o município de Tabatinga, Amazonas.
Os estudos doutrinários para o emprego fluvial dos fuzileiros navais datam desde pelo menos a década de 1970. A experiência da Guerra do Vietnã foi objeto de estudo, mas os planejadores brasileiros constataram que a densidade populacional na Amazônia é muito menor, e as distâncias maiores. Eles concluíram que os navios são muito indiscretos e vulneráveis para engajar diretamente, sendo importante estabelecer os fuzileiros navais em terra, buscar o apoio da população local e negar o apoio logístico inimigo. A questão da navegabilidade limita a Marinha às calhas dos grandes rios. Desde o início de 1990, esta doutrina é treinada nas operações RIBEIREX. Em terra, as ações são descentralizadas e cada grupo de combate tem seu próprio médico.